# Kościół św. Wawrzyńca w Gliniance
Kościół świętego Wawrzyńca – rzymskokatolicki kościół parafialny należący do dekanatu otwockiego diecezji warszawsko-praskiej.

## Historia i architektura

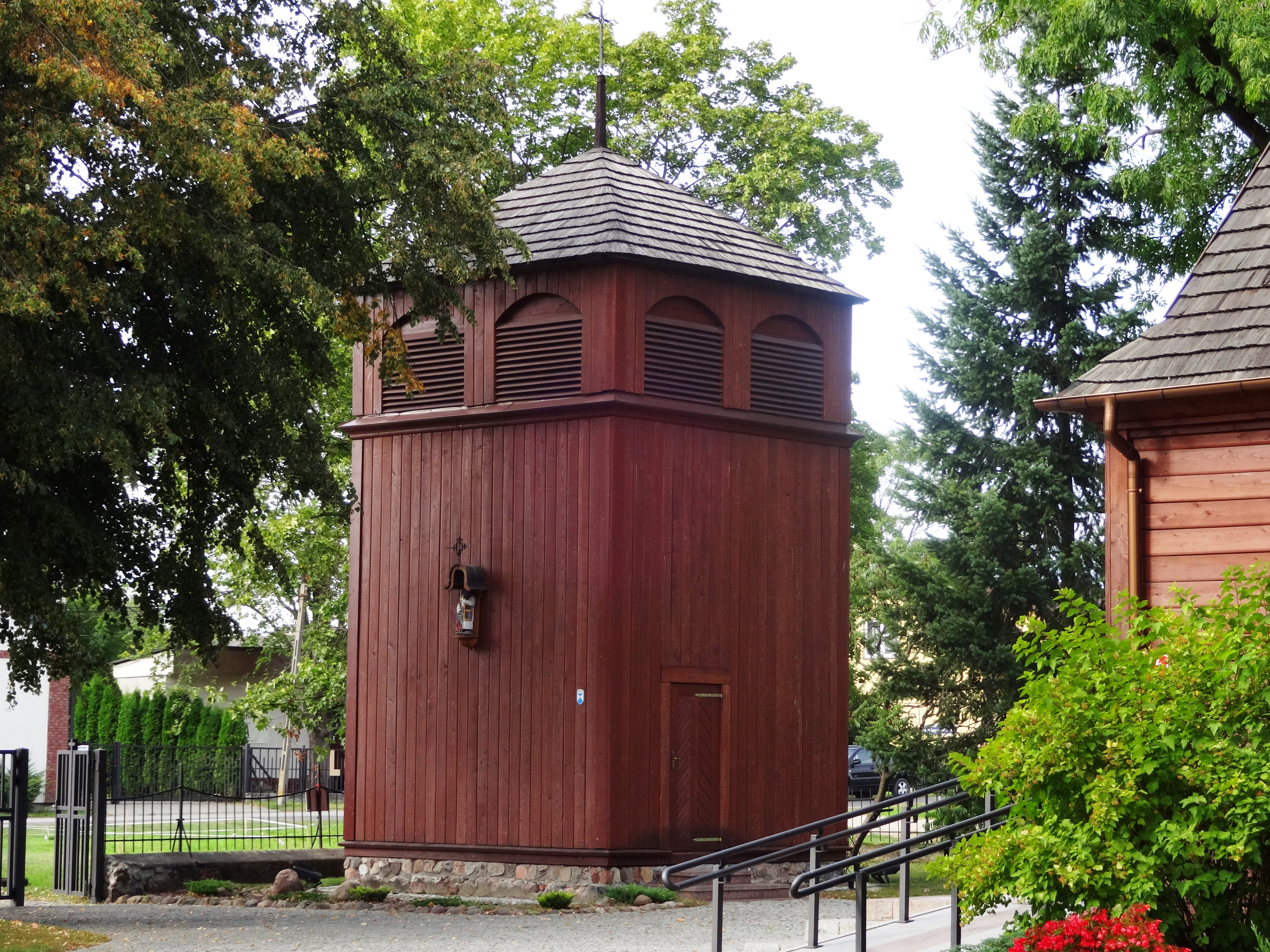
Dzwonnica

Świątynię wzniesiono w 1763 roku. W 1883 roku zostały dobudowane dwie zakrystie: murowana i z drewna.
Budowla jest drewniana, trzynawowa, posiadająca konstrukcję zrębową. Świątynia jest orientowana. Jej prezbiterium jest mniejsze w stosunku do nawy i zamknięte trójbocznie, z boku znajdują się wspomniane wyżej zakrystie. Kościół posiada dach dwukalenicowy, pokryty blachą, na dachu znajduje się smukła, czworokątna wieżyczka na sygnaturkę. Jest ona zwieńczona latarnią i kulą. Od frontu i z boku nawy umieszczone są kruchty. Wnętrze dzielą dwa rzędy słupów ustawione po dwie sztuki. Nawa nakryta jest stropem płaskim, natomiast prezbiterium pozornym sklepieniem kolebkowym. Chór muzyczny podparty jest dwoma słupami, parapet na chórze posiada szeroką wystawkę w części środkowej i balustradę tralkową. Prospekt organowy został wykonany przez Józefa Flaszczyńskiego. Na belce tęczowej znajduje się późnogotycki krucyfiks powstały w 2 połowie XVI wieku. Wystrój wnętrza reprezentuje styl barokowo-ludowy i powstał w XIX wieku. Należą do niego ołtarz główny, dwa ołtarze boczne i ambona. Obrazy zostały namalowane w XVIII wieku.

## Film
W kościele kręcono sceny do serialu kryminalnego Ojciec Mateusz (obiekt grał kościół sandomierski) oraz serialu obyczajowego Plebania (jako świątynia parafialna w fikcyjnej Starej Wiośnie).